# علم الهنديات
علم الهنديات (بالإنجليزية: Indology)‏ أو الدراسات الهندية (بالإنجليزية: Indian studies)‏ هي الدراسة الأكاديمية للتاريخ والثقافات واللغات والأدب الهندي، وبالتالي فهي مجموعة فرعية من الدراسات الآسيوية.
غالبًا ما يرتبط مصطلح "Indology" (بالألمانية: Indologie) بالمنحة الألمانية، ويستخدم بشكل أكثر شيوعًا في عناوين الأقسام في الجامعات الألمانية والقارية الأوروبية مقارنة بأكاديمية اللغة الإنجليزية. في هولندا، تمّ استخدام مصطلح "(Indologie)" لتعيين دراسة التاريخ والثقافة الهندية استعدادًا للخدمة الاستعمارية في جزر الهند الشرقية الهولندية.
يشمل علم الهنديات على وجه التحديد دراسة الأدب السنسكريتي والهندوسية، إضافة إلى الديانات الهندية الأخرى (الجاينية والبوذية والسيخية)، وأدب بالي. دراسات درافيدية ‏ هو فرع منفصل مخصص للغات الدرافيدية في جنوب الهند. تعتبر النصوص الهندوسية في اللغات الدرافيدية تخصصات في علم الهنديات.
يميز بعض الباحثين بين علم الهنديات الكلاسيكي وعلم الهنديات الحديث، حيث يُركّز الأول أكثر على السنسكريتية ومصادر اللغة القديمة الأخرى، فيما يُركّز الثاني على الهند المعاصرة وسياستها وثقافتها. لكن في الآونة الأخيرة، تراجع علم الهنديات في الأوساط الأكاديمية لأسباب مختلفة..[بحاجة لمصدر] 

## تاريخ

### البدايات
تعود بدايات الدراسات الهندية من قبل مسافرين من خارج شبه القارة الهندية على الأقل إلى ميغاستينس ‏ (حوالي 350-290 قبل الميلاد)، السفير اليوناني للسلوقيين في بلاط تشاندراغبت موريا (حكم 322-298 قبل الميلاد)، مؤسس الإمبراطورية الماورية. بناء على حياته في الهند، قام ميغاستينس بتأليف كتاب (Indica) من أربعة مجلدات، لا تزال أجزاء منه موجودة، والتي أثرت على الجغرافيين الكلاسيكيين مثل آريانوس وديودور الصقلي وسترابو. ذكر ميغاستينس أن النظام الطبقي سيطر على الهند الأمية.
سجل عالِمُ العصر الذهبي الإسلامي أبو الريحان البيروني (973-1048) في تاريخ الهند التاريخ السياسي والعسكري للهند، وغطّى التاريخ الثقافي والعلمي والاجتماعي والديني للهند بالتفصيل. درس الأنثروبولوجيا في الهند، وشارك في ملاحظة واسعة النطاق مع مجموعات هندية مختلفة، وتعلم لغاتهم ودرس نصوصهم الأولية، وقدم نتائجه بموضوعية وحيادية باستخدام المقارنات بين الثقافات.

### التخصّص الأكاديمي
بدأ علم الهنديات كما يفهمه ممارسوه عمومًا في الحقبة الحديثة المبكرة ويتضمن السمات الأساسية للحداثة، بما في ذلك الانعكاسية الذاتية وآليات التفكيك والعولمة والتخصيص الانعكاسي للمعرفة. من السمات المهمة لعلم الهنديات منذ بداياته في أواخر القرن الثامن عشر تطوير شبكات التواصل الأكاديمي والثقة خلال إنشاء مجتمعات متعلمة مثل الجمعية الآسيوية في البنغال، وإنشاء مجلات علمية مثل «مجلة الجمعية الملكية الآسيوية» و«حوليات معهد البحوث الشرقية بهانداركار».
إحدى السمات المميزة لعلم الهنديات هي تطبيق المنهجيات العلمية المطورة في الدراسات الكلاسيكية الأوروبية أو «الكلاسيكيات» على اللغات والآداب والثقافات في جنوب آسيا.
في أعقاب رواد القرن الثامن عشر مثل وليم جونز، وهنري توماس كولبروك، وغيراسيم ليبيديف، وأوغست فيلهلم شليغل، ظهر علم الهنديات كموضوع أكاديمي في القرن التاسع عشر، في سياق الهند البريطانية، جنبًا إلى جنب مع الدراسات الآسيوية عمومًا التي تأثرت بالاستشراق في ذلك الوقت. تأسّست الجمعية الآسيوية في كلكتا سنة 1784، وتأسّست الجمعية الآسيوية الفرنسية في عام 1822، والجمعية الملكية الآسيوية في عام 1824، والجمعية الشرقية الأمريكية في عام 1842، والجمعية الشرقية الألمانية في عام 1845، والجمعية اليابانية للدراسات الهندية والبوذية عام 1949.
تضمن الأدب السنسكريتي العديد من القواميس ما قبل الحداثة، ولا سيما قاموس أماراكوشا ‏ للشاعر الهندي أماراسيمها ‏، ولكن حدثا بارزًا في الدراسة الهندية للأدب السنسكريتي كان نشر كتاب (St. Petersburg Sanskrit-Wörterbuch) خلال خمسينيات القرن التاسع عشر إلى سبعينيات القرن التاسع عشر. بدأت ترجمات النصوص الهندوسية الرئيسية في الكتب المقدسة للشرق في عام 1879. ظهرت طبعة أوتو فون بوتلينجك ‏ لقواعد بانيني عام 1887. وظهرت طبعة ماكس مولر من ريجفدا بين سنتي 1849 و1875. بدأ ألبرشت ويبر في نشر مجلته الرائدة (Indologische Studien) في عام 1849، وفي عام 1897 أطلق سيرجي أولدنبورغ إصدارًا منهجيًا للنصوص السنسكريتية الرئيسية (Bibliotheca Buddhica).

## المؤلفات المهنية والجمعيات
يحضر علماء الهنديات عادةً مؤتمرات مثل الرابطة الأمريكية للدراسات الآسيوية، والمؤتمر السنوي للجمعية الأمريكية الشرقية، ومؤتمر السنسكريتية العالمي، والاجتماعات على المستوى الوطني في المملكة المتحدة، وألمانيا، والهند، واليابان، وفرنسا، وأماكن أخرى.
قد يقرؤون ويكتبون بشكل روتيني في مجلات مثل المجلة الهندية الإيرانية ‏، ومجلة الجمعية الآسيوية الملكية، ومجلة الجمعية الشرقية الأمريكية، والمجلة الآسيوية، وغيرها.
قد يكونون أعضاء في هيئات مهنية مثل الجمعية الشرقية الأمريكية، والجمعية الملكية الآسيوية لبريطانيا العظمى وأيرلندا، والجمعية الآسيوية الفرنسية، والجمعية الشرقية الألمانية وغيرها.

## قائمة علماء الهنديات
فيما يلي قائمة بعلماء الهنديات البارزين المؤهلين أكاديميًا.

### علماء التاريخ
- ميغاستينس [الإنجليزية]‏ (350-290 BC)
- أبو الريحان البيروني (973-1050)
- غاستون لوران كويردو [الإنجليزية]‏ (1691–1779)
- آبراهام هياسانت آنكيتيل دوبيرون (1731–1805)
- وليم جونز (مستشرق) (1746–1794)
- تشارلز ويلكينز [الإنجليزية]‏ (1749–1836)
- كولين ماكنزي [الإنجليزية]‏ (1753–1821)
- ديميتريوس غالانوس [الإنجليزية]‏ (1760–1833)
- هنري توماس كولبروك [الإنجليزية]‏ (1765–1837)
- جيان دوبويس [الإنجليزية]‏ (1765–1848)
- أوجوست فلهلم شليجل (1767–1845)
- جيمس مل (1773–1836).
- هوراس ويلسون [الإنجليزية]‏ (1786–1860)
- فرانز بوب (1791–1867)
- دنكان فوربس (1798–1868)
- جيمس برينسب(1799-1840)
- هيرمان غراسمان (1809-1877)
- جون موير [الإنجليزية]‏ (1810–1882)
- إدوارد غرين بلفور [الإنجليزية]‏ (1813–1889)
- روبرت كالدويل [الإنجليزية]‏ (1814–1891)
- ألكسندر كننغهام (1814–1893)
- هيرمان غوندر [الإنجليزية]‏ (1814–1893)
- أوتو فون بوتلينجك [الإنجليزية]‏ (1815–1904)
- مونييه مونييه ويليامز [الإنجليزية]‏ (1819–1899)
- هنري يول (1820-1889)
- رودلف فون روث (1821–1893)
- ثيودور أوفريخت [الإنجليزية]‏ (1822–1907)
- ماكس مولر (1823–1900)[بحاجة لمصدر]

### علماء هنديات ومساهمين آخرين في علم الهنديات
- ميشيل دانينو، مؤلف هندوتفا هندي ومُنكر تاريخي [15][16][17][18]
- كوينراد إلست (1959 إلى الوقت الحاضر)، مؤلف ومناقش هندوتفا، مؤيد لنظرية الآريون الأصليون
- جورج فيورشتاين
- ديفيد فراولي، مؤلف هندوتفا أمريكي ومنجم ومُنكر تاريخي[19]
- راجيف مالهوترا، كاتب وناشط هندوتفا أمريكي هندي[20][21]